# ميلان فاتسلافيك
ميلان فاتسلافيك (28 مارس 1928 - 2007) هو ضابط تشيكوسلوفاكي من أصل سلوفاكي برتبة كولونيل عام. شغل منصب وزير الدفاع من عام 1985 إلى عام 1989، وهو آخر وزير دفاع شيوعي في تشيكوسلوفاكيا.

## مسيرته
عمل فاتسلافيك مهندسا حتى عام 1949 عندما انضم إلى جيش الشعب التشيكوسلوفاكي. وفي سنوات السبعينات شغل منصب نائب قائد المنطقة العسكرية الغربية. وتمت ترقيته لاحقا إلى رتبة عقيد عام. شغل منصب النائب الأول لرئيس الأركان العامة للجيش من 1983 إلى 11 يناير 1985.
عُيّن وزيرا للدفاع في 11 يناير 1985، ليحل محل مارتن دزور (Martin Dzúr) في المنصب. خدم فاتسلافيك في مجلس الوزراء برئاسة رئيس الوزراء لوبومير ستروغال (Lubomír Štrougal) تحت رئاسة غوستاف هوساك. أصبح فاتسلافيك عضوا في اللجنة المركزية للحزب الشيوعي التشيكوسلوفاكي بعد فترة وجيزة من تعيينه. احتفظ بمنصبه في مجلس الوزراء الذي شكله رئيس الوزراء لاديسلاف آدميتس (Ladislav Adamec) في أكتوبر 1988.

## روابط خارجية
- ميلان فاتسلافيك على موقع مونزينجر (الألمانية)